# Mustii
Томас Мишель Мюстен (фр. Thomas Michel Mustin; род. 21 ноября 1990 года), известный под псевдонимом Mustii — бельгийский певец, автор песен, писатель, актёр и режиссёр. Известен ролями в театре, телевидении и постановках Netflix, в том числе популярными художественными фильмами Grave, Un Petit Boulot и L’Echange des Princesses, а также бельгийским сериалом «La Trêve». Представитель Бельгии на конкурсе «Евровидение-2024» с песней «Before the Party’s Over».

## Биография
Томас Мустин родился 21 ноября 1990 года в Брюсселе.
Мустен окончил театральное отделение Института искусств распространения (Лувен-ла-Нев) в 2012 году и начал сниматься во французском телесериале «По праву или по справедливости» режиссёра Алена Брюнара. Он также сыграл Бенволио в «Ромео и Джульетте» режиссёра Ива Бонена. Спектакль, в частности, открыл новый Льежский театр.
Затем он приступил к постановке пьесы «Обломки» Денниса Келли, премьера которой состоялась в ноябре и декабре 2014 года в театре «Риш-Клер» в Брюсселе.
В начале 2015 года он принял участие в возрождении шоу «Оберж дю Шевальблан» режиссёра Доминика Серрона в Дворце изящных искусств в Шарлеруа и Королевской опере Валлонии. Затем он снялся в двух фильмах и телесериале. В первом фильме он сыграл вместе с Роменом Дюри и Гюставом Керверном во французском фильме «Случайная работа» (2016) режиссёра Паскаля Шомейля. Во втором фильме он снялся вместе с Фабрицио Ронджионе в фильме «Выжившие» режиссёра Люка Жабона. В телесериале «Прорыв» (режиссёр Матье Донк) он сыграл роль Кевина. Сериал имел большой успех в Бельгии.
В 2014 году Мустин подписал контракт с лейблом Кида Нойза Black Gizah Record. Его первый сингл «The Golden Age» быстро прозвучал на многих бельгийских радиостанциях во Фландрии и Валлонии.
В декабре 2016 года он был номинирован шесть раз на премию D6bels Music Awards в следующих категориях: сольный исполнитель-мужчина, концерт, исполнитель/группа Pure FM, открытие года, музыкальное видео и автор песен. Он получил награду «Открытие года». 2 февраля 2019 года он получил премию «Магритт» в номинации самый многообещающий актёр за фильм «Королевская биржа». В сентябре 2019 года он был номинирован на премию «Приз критики» в категории «Мужское откровение» (Espoir masculin).
30 августа 2023 года было объявлено, что он будет представлять Бельгию на конкурсе песни «Евровидение-2024» в Мальмё (Швеция). Его песня под названием «Before the Party's Over» была выпущена 20 февраля 2024 года. Он выступил во втором полуфинале конкурса 9 мая 2024 года, но не смог пройти в финал. Позже выяснилось, что он занял 13-е место из 16 в полуфинале, набрав 18 баллов.